# Glashüttenturm

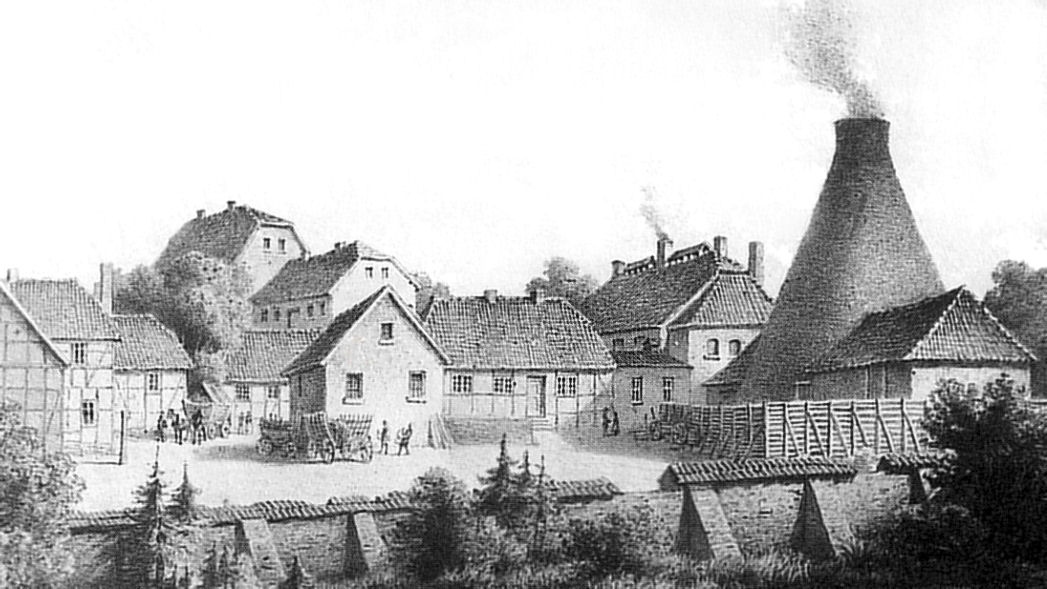
Die Glashütte Steinkrug mit Glashüttenturm um 1860

Ein Glashüttenturm, auch Rauchgaskegel oder englischer Turm genannt, ist ein bis zu 35 Meter hoher Schachtofen, der während des 18. und 19. Jahrhunderts Glashütten in Europa zur Erzeugung von Glas diente. In Deutschland waren die kegelförmigen Bauten vor allem im Raum der mittleren Weser verbreitet. Die beiden letzten deutschen Exemplare befinden sich in der Glashütte Gernheim bei Petershagen und der Glashütte Steinkrug bei Hannover. Die Türme entstanden anhand von schottischen und englischen Vorbildern, wo heute noch vier Exemplare erhalten sind. Dort wurden die zuckerhutähnlichen Türme als „hovel“ oder „howel“, heute als „glasscone“, bezeichnet.

## Entstehung und Niedergang

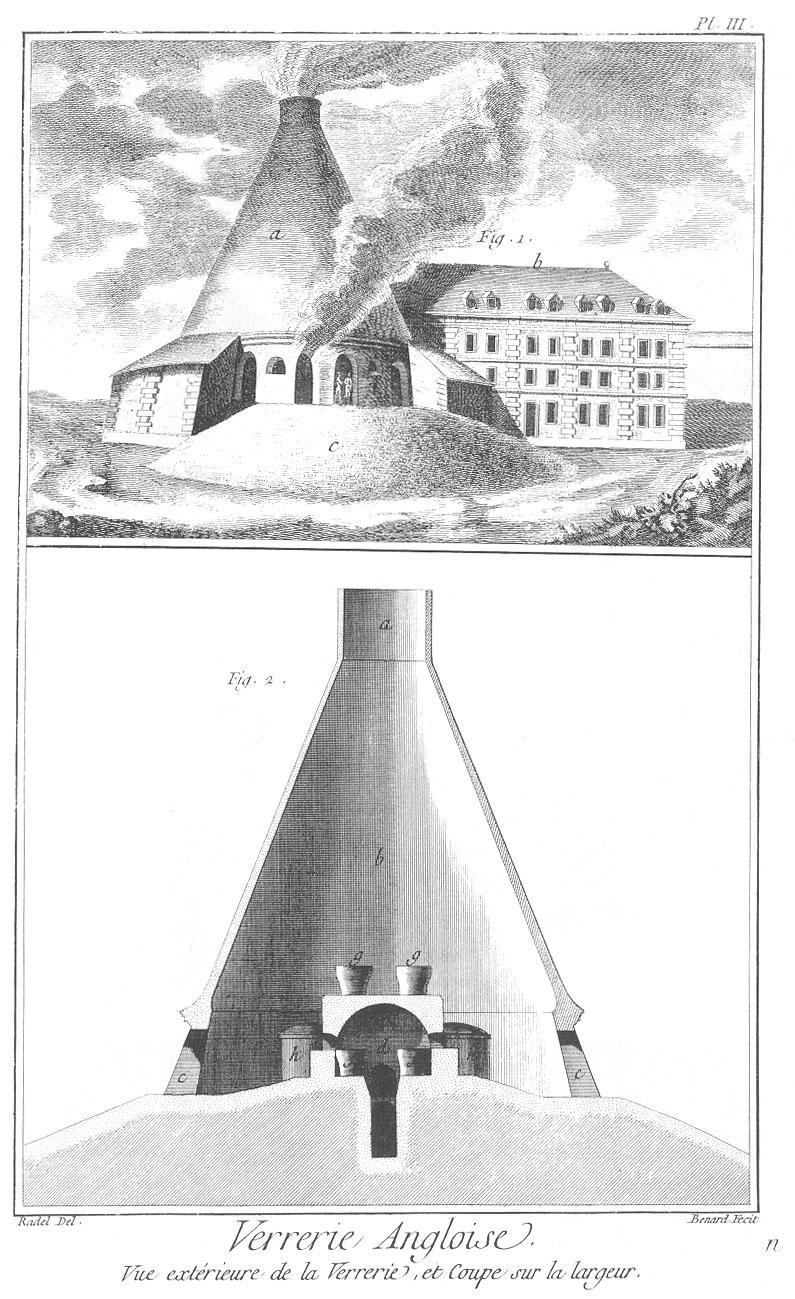
Schema eines Glashüttenturms in Diderots Encyclopédie von 1772

Der Zeitpunkt der Erfindung des Glashüttenturms lässt sich nicht mehr genau bestimmen. Beschrieben und bildlich dargestellt wurde die Technik bereits von Denis Diderot in seinem 1772 erschienenen Band 10 der Encyclopédie ou Dictionnaire raisonné des sciences, des arts et des métiers.
Die ältesten Exemplare von Glastürmen lassen sich auf die Mitte des 18. Jahrhunderts datieren. Nach 1850 wurden keine weiteren Türme mehr errichtet. Als Grund für die Einstellung dieser Bauten wird unter anderem die konstruktionsbedingte Beengtheit der Räumlichkeiten für die Glasmacher angenommen. Auch die industrielle Produktion mit Einführung des kontinuierlich arbeitenden Wannenofens könnte eine Rolle gespielt haben. Trotzdem blieben die vorhandenen Glashüttentürme bis in das frühe 20. Jahrhundert in Betrieb, vor allem für kleinere Produktionsreihen von Glas. Soweit die Türme nicht von den Glashütten für Betriebserweiterungen abgebrochen wurden, dienten sie häufig als Lagerraum.
Die Schließung des letzten noch produzierenden Glashüttenturms erfolgte 1972 im schottischen Alloa im Bezirk Clackmannanshire, als der Boden des Ofens einbrach.

## Bauweise

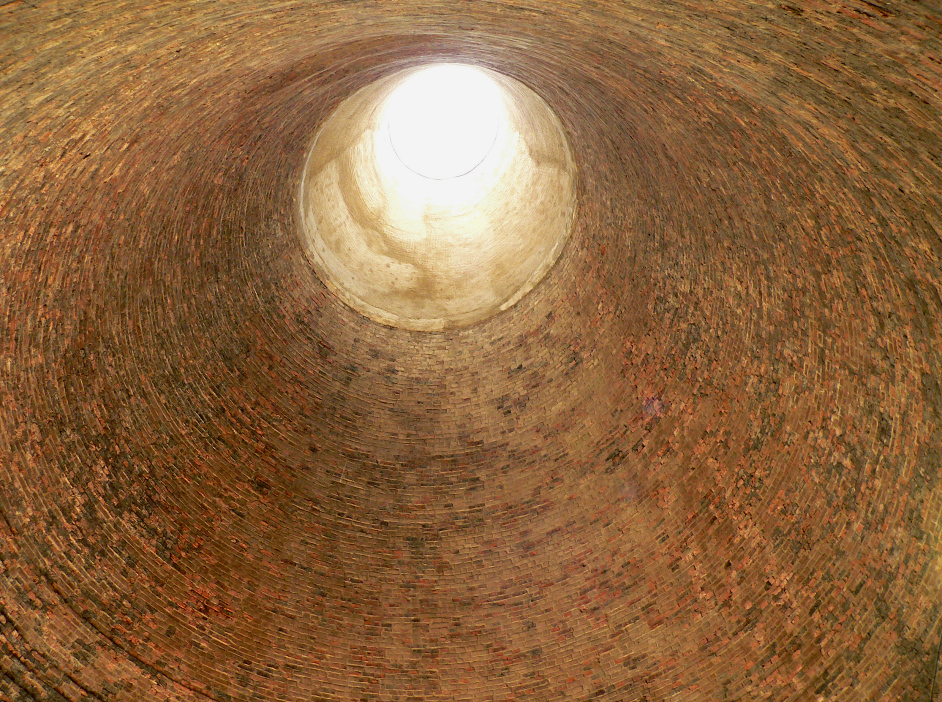
Blick hoch zur Rauchabzugsöffnung im Inneren

Glashüttentürme waren zwischen 13 und 35 Meter hoch, ihre Grundfläche hatte einen Durchmesser von etwa 10 bis 25 Metern. Die obere kreisrunde Öffnung zum Rauchabzug hatte einen Durchmesser von etwa drei Metern, teilweise war ein kurzer Schornstein aus Metall aufgesetzt. Vielfach verfügten Glashüttentürme über mehrere ungleichmäßig verteilte Tür- und Fensteröffnungen, die der Regulierung des Luftzuges dienten.
Die Türme wurden aus Ziegelsteinen, Bruchsteinen oder behauenen Sandsteinen kegelförmig aufgemauert. Je nach Konstruktionshöhe betrug die Mauerstärke im unteren Bereich etwa einen Meter oder mehr. Das Steinfundament des Kegels reichte bis zu sechs Meter tief in den Boden hinein. Zum Bau waren enorme Mengen an Steinmaterial nötig. Bei dem noch erhaltenen Turm des britischen Werks Lemington Glass Works (bei Newcastle upon Tyne) waren es 1,75 Millionen Ziegelsteine. Ein etwa 20 Meter hoher, nicht mehr vorhandener Kegelturm in Obernkirchen hatte eine Steinmasse von 1.110 m3 und ein Gewicht von 2.800 Tonnen.

## Funktionsweise

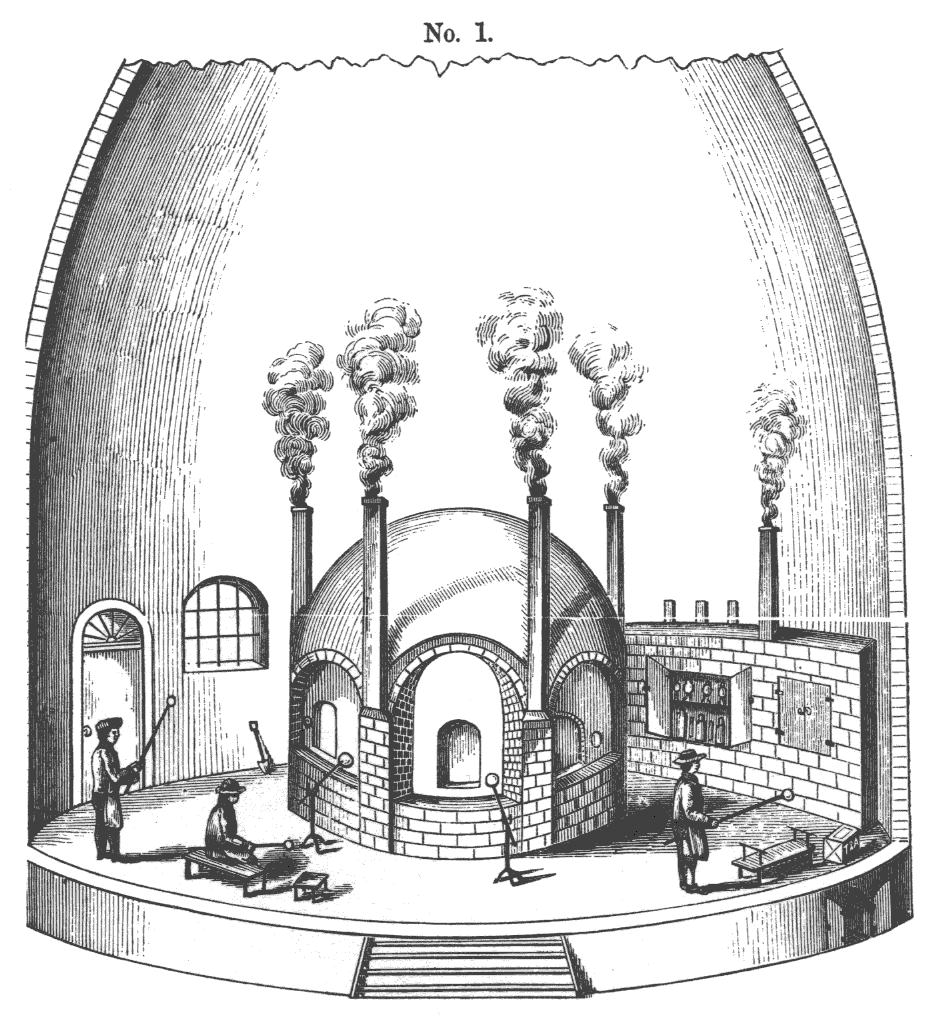
Schnitt durch einen Glashüttenturm mit dem Glasschmelzofen

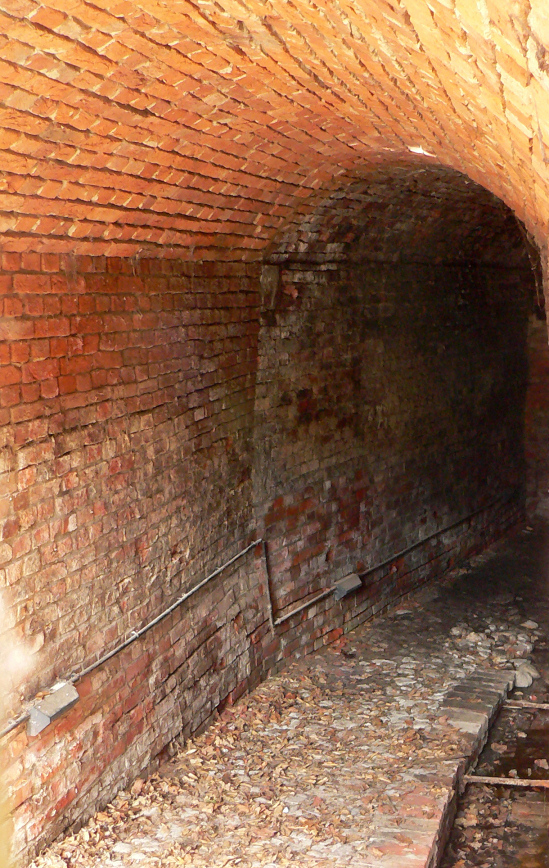
Schürgang unter dem Turm

Im unteren Bereich des Turms war der Arbeitsraum der Glasmacher, die Kegelform des Turms begünstigte den Abzug von Hüttenrauch. Die Funktionsweise des Turms als Schachtofen beruht auf dem Kamineffekt. Die heißen Verbrennungsgase des Kohlefeuers wurden in der Kegelform nach oben zur runden Öffnung geleitet. Durch die Sogwirkung des Luftzuges ließen sich höhere Temperaturen und kürzere Schmelzzeiten bei besserer Energieausbeute erreichen. Die Feuerstelle mit dem Glasschmelzofen befand sich am Boden des Glashüttenturms. Um die Luftzufuhr zu steuern, wurden alle Öffnungen des Turms geschlossen, und die Luft strömte durch den unterirdischen Schürgang ein. Da der Luftzug wichtig war, wurden Glastürme ähnlich Windmühlen häufig auf Anhöhen errichtet. Die vielfach zu findenden halbkreisartigen Öffnungen an den Seiten der Türme stammen von Mauerwerkdurchbrüchen, an die eingeschossige Nebengebäude mit Satteldach angebaut wurden. Darin befanden sich Streck- und Kühlöfen für die weitere Glasverarbeitung.

## Erhaltene Türme

### Deutschland
In Deutschland befinden sich noch folgende zwei Exemplare von Glashüttentürmen:
| Name                | Ort                   | Baujahr | Material    | Höhe | Durchmesser | Bild                         |
| ------------------- | --------------------- | ------- | ----------- | ---- | ----------- | ---------------------------- |
| Glashütte Gernheim  | Petershagen-Ovenstädt | 1826    | Ziegelstein | 25 m | 15 m        | Turm der Glashütte Gernheim  |
| Glashütte Steinkrug | Bredenbeck-Steinkrug  | 1839    | Sandstein   | 13 m | 10 m        | Turm der Glashütte Steinkrug |

### Großbritannien
In Großbritannien sind folgende vier Türme erhalten geblieben:

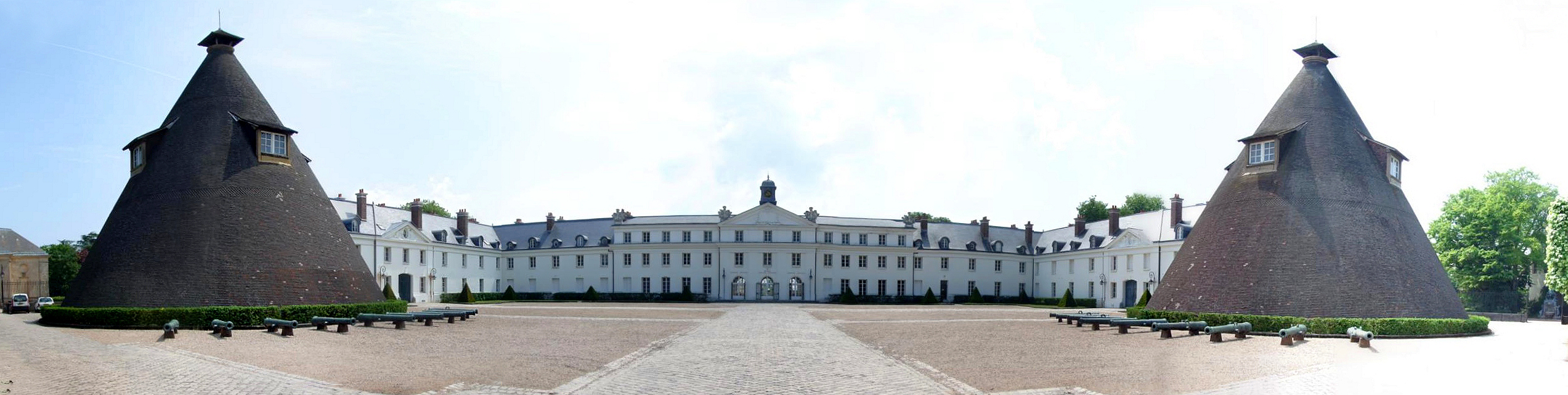
Frühere Glashüttentürme der Königlichen Kristallerie im französischen Le Creusot

| Name                 | Ort                                      | Baujahr | Material    | Höhe | Durchmesser | Bild |
| -------------------- | ---------------------------------------- | ------- | ----------- | ---- | ----------- | ---- |
| Catcliffe Glass Cone | Catcliffe, South Yorkshire               | 1740    | Ziegelstein | 20 m |             |      |
| Red House Cone       | Wordsley, Metropolitan Borough of Dudley | 1790    | Ziegelstein | 27 m | 18 m        |      |
| Lemington Glass Cone | Lemington, Newcastle upon Tyne           | 1797    | Ziegelstein | 35 m | 21 m        |      |
| Alloa Glass Cone     | Alloa, Clackmannanshire                  | 1825    | Ziegelstein | 24 m |             |      |

### Frankreich
Die ersten Glashüttentürme in Frankreich gehörten zur Königlichen Kristallerie in Le Creusot, die ab 1787 für Marie-Antoinette errichtet wurde. Die beiden erhaltenen Türme sind heute Teil des dortigen Glasschlosses.

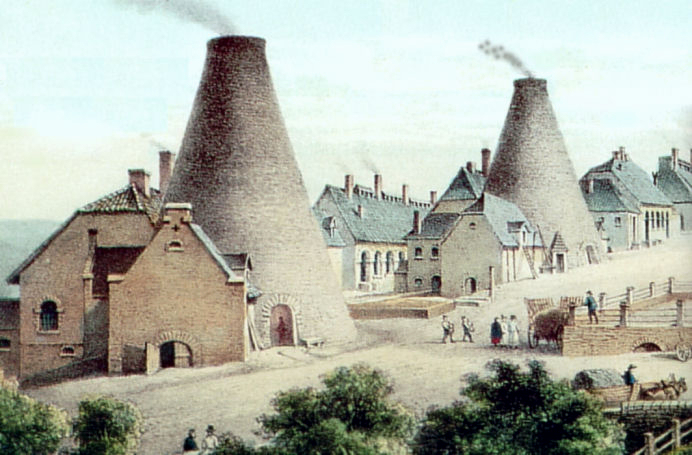
Nicht mehr vorhandene Türme der Glasfabrik Schauenstein in Obernkirchen um 1860

## Nicht mehr vorhandene Türme
Die Anzahl einst vorhandener Glashüttentürme in Deutschland ist nicht mehr bekannt, da die Konstruktionen vielfach den Modernisierungen von Glashütten zum Opfer fielen. Als ältester Glashüttenturm in Deutschland gilt eine nicht mehr bestehende Konstruktion von 1758 in Essen-Steele. Von ihr gibt es nur noch eine neuere Zeichnung anhand eines verschollenen Gemäldes.
1827 entstand in der Glasfabrik Schauenstein in Obernkirchen ein Glashüttenturm. Die Errichtung wird auf Einflüsse aus England über den damaligen Besitzer Caspar Hermann Heye vermutet. 1842 entstand auf dem Gelände der Glasfabrik ein zweiter Glashüttenturm. Die Türme wichen in den 1960er Jahren neueren Betriebsgebäuden des Unternehmens Heye Glas, das heute ein Produktionsstandort von Ardagh Glass ist.
In Gersweiler im Saarland verfügte die Glashütte Sophiental im 19. Jahrhundert über einen Glashüttenturm, der nach einem Sturmschaden 1922 abgerissen wurde.
Im britischen Rotherham wurde 1946 ein Turm abgebrochen. Im nordenglischen Monkwearmouth im Bezirk Sunderland war ein Turm bis 1959 in Betrieb, der im selben Jahr abgebrochen wurde.
Aufgrund der seit 2011 bis heute (2020) anhaltenden archäologischen Untersuchungen wird vermutet, dass die Glashütte Klein Süntel einen Glashüttenturm besaß.

## Turm der Gerresheimer Glashütte

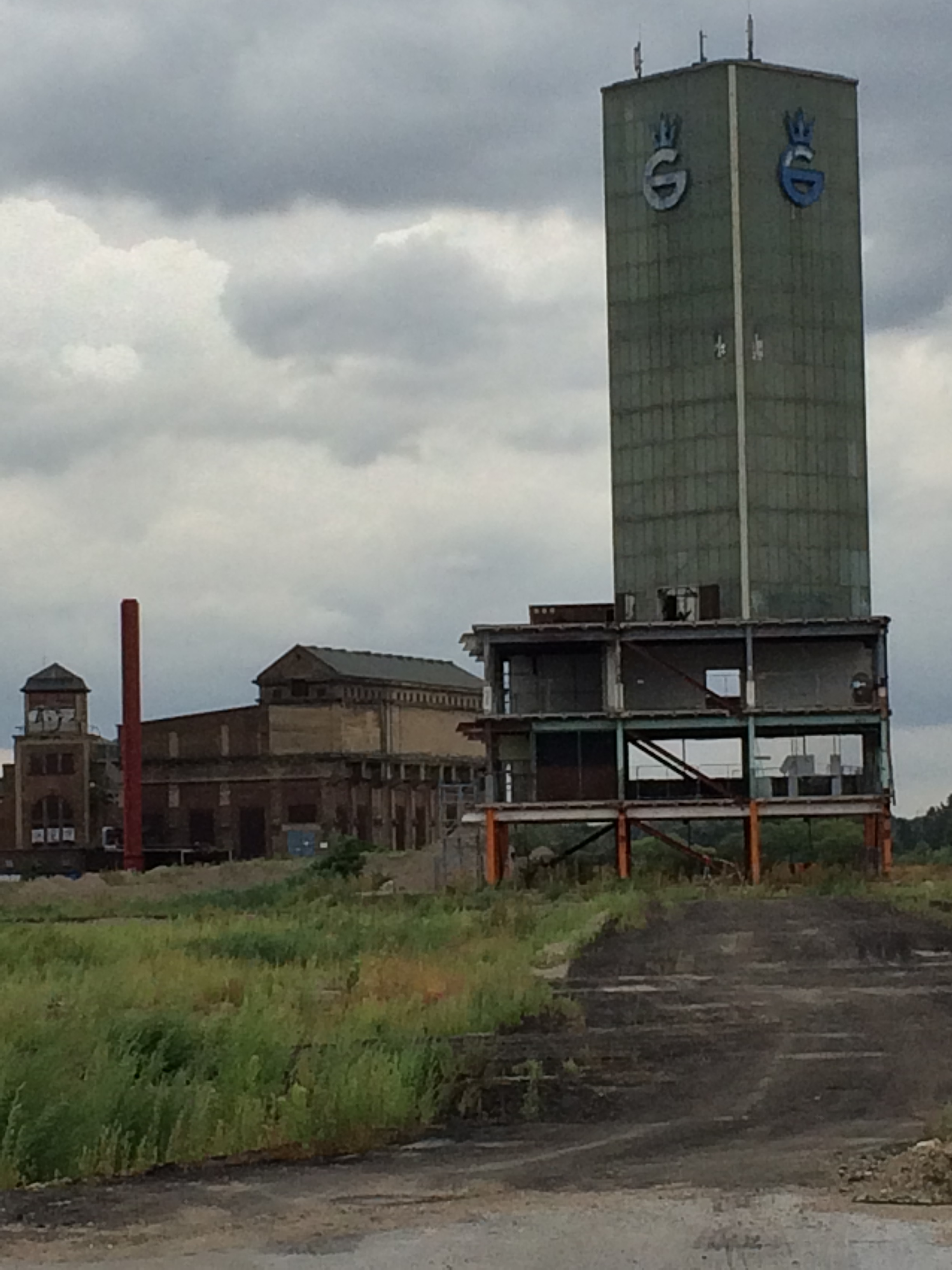
Moderner, verglaster Turm der ehemaligen Gerresheimer Glashütte

Die Gerresheimer Glashütte war eine der größten der Welt. Nach der Schließung verblieben der markante Glasturm sowie zwei historische Gebäude als Industriedenkmäler auf dem Gelände. Als Relikt der bekannten Glashütte wird auch dieser Turm als Glashüttenturm bezeichnet, wenn auch nicht in der Funktion der in diesem Artikel beschriebenen Bauform.